# F-100 (航空機)

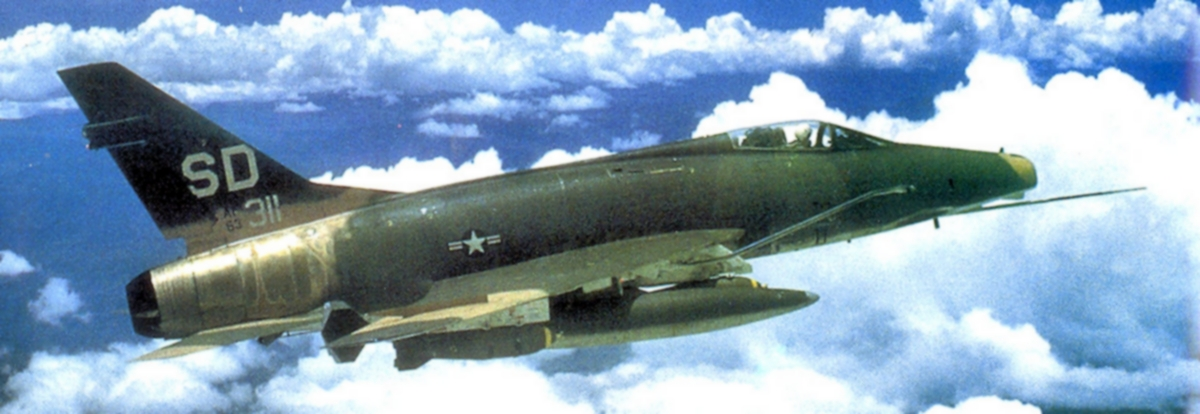
戦術戦闘航空軍団所属のF-100D。迷彩塗装の施された機体

F-100 スーパーセイバー
飛行するF-100D-85-NH 56-3386号機
(第353戦闘訓練飛行隊所属、1960年撮影)
- 用途：制空戦闘機、戦闘爆撃機
- 分類：陸上戦闘機
- 設計者：エドガー・シュミュード（英語版）
- 製造者：ノースアメリカン
- 運用者

  -  アメリカ合衆国（アメリカ空軍）
  -  フランス（フランス空軍）
  -  トルコ（トルコ空軍）
  -  デンマーク（デンマーク空軍）
  -  台湾（台湾空軍）
- 初飛行：1953年5月25日
- 生産数：2,294機
- 退役：1988年（台湾空軍）
- 運用状況：退役
- ユニットコスト：697,029 USドル(F-100D)[1]
- 派生型：#派生型を参照。

F-100 スーパーセイバー（North American F-100 Super Sabre ）は、アメリカ合衆国のノースアメリカンが開発し、アメリカ空軍などで運用された戦闘機。
世界初の実用超音速戦闘機で、愛称はF-86を継いだかたちとなる「スーパーセイバー(Super Sabre)」。また非公式ではあるが、形式番号の100すなわち「ハンドレッド (Hundred)」にちなんで「ハン (Hun)」とも呼ばれた。

## 概要
アメリカ空軍で1954年から1982年まで使われた世界初の実用超音速ジェット戦闘機である。愛称からもわかるようにF-86 セイバーに続く制空戦闘機として開発されたが、実際の運用面においては戦闘爆撃機としての運用が多い機体であった。

## 開発・機体
F-86の後継となる超音速戦闘機の開発は1949年2月に開始された。開発当初は主翼後退角がF-86の35度から45度に変更されることから「セイバー45」という名称だった。空軍は更なる改良を求めたため、ノースアメリカン社は新設計のNA-180案を提案し、これが採用された。1951年11月にアメリカ空軍とノースアメリカン社との間で試作機YF-100A・2機と量産機F-100A・203機を製造する契約がむすばれた。最初の試作機YF-100Aは1953年5月25日にXJ57-P-7ターボジェットエンジンを搭載して初飛行し、水平飛行で音速を突破した。同年10月29日には速度の世界記録 1,215.298 km/hを作った。なお、当初搭載エンジンにはJ40も候補に挙がっていたが、このエンジンは失敗作で、採用した同時代の機体は全て開発遅延ないし開発中止に追い込まれており、J57を選定したことは本機にとって幸運であった。
ただし、最初の超音速戦闘機ゆえの限界もあり、水平飛行での音速突破は機外搭載物のないクリーン状態時に限られ、わずかでも機外搭載物があると水平飛行での音速突破は不可能であった。そのためF-101など、この後登場した多くのアメリカ戦闘機は、空対空ミサイルの機内搭載方式を採用しているが、一時期の事で終わり、その後に登場する多くの戦闘機は、機外搭載物があっても音速突破が可能になった。

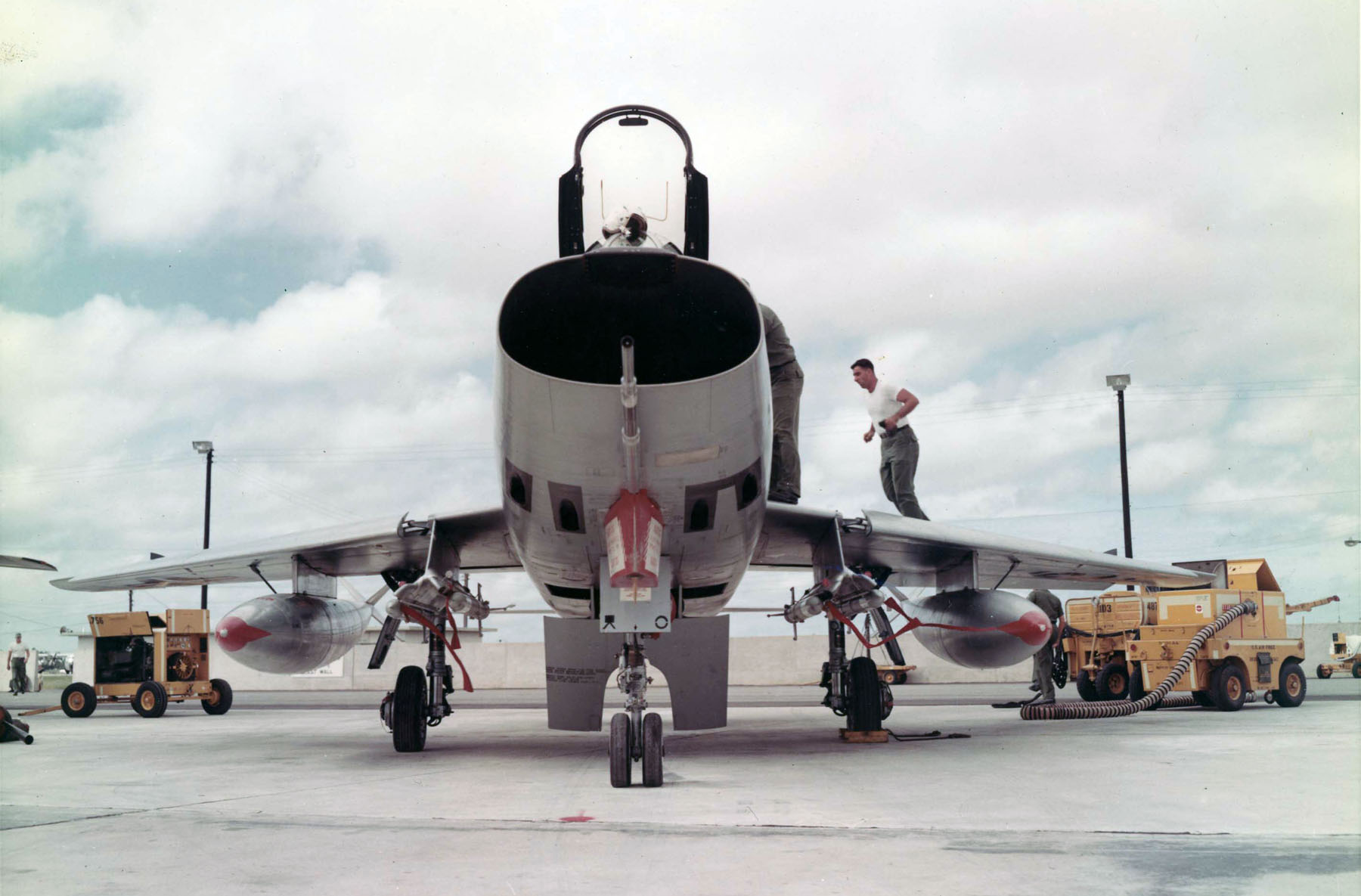
正面から見たF-100D

機首にインテークを持ち、やや高めの低翼配置となった主翼は水平尾翼よりも若干上の位置に配置されている。この配置により、T字尾翼を採用したF-101やF-104で問題となったピッチアップのような悪癖が無く、後年の戦闘機設計の範となった。固定武装として機首下面に20mm機関砲4門を装備。空中給油能力は当初保持していなかったが、F-100Cからは受油プローブが増設された。改良によって対地攻撃能力が強化されていき、決定版となったF-100Dはアビオニクスの更新などにより本格的な戦闘爆撃機に仕上がった。このF-100Dの改良型であるF-100Eは計画のみに終わり、最終型となったのは複座練習機型F-100Fであった。
構造材として、従来のアルミニウム合金よりも多くの面で優れているチタニウム合金を採用したのも本機の特色である。1953年〜54年にかけてのアメリカ合衆国のチタン生産量の80%が本機に使われたという。
ノースアメリカンでは発展型のF-107Aも試作されたが、こちらは採用には至らなかった。

## 各国での運用

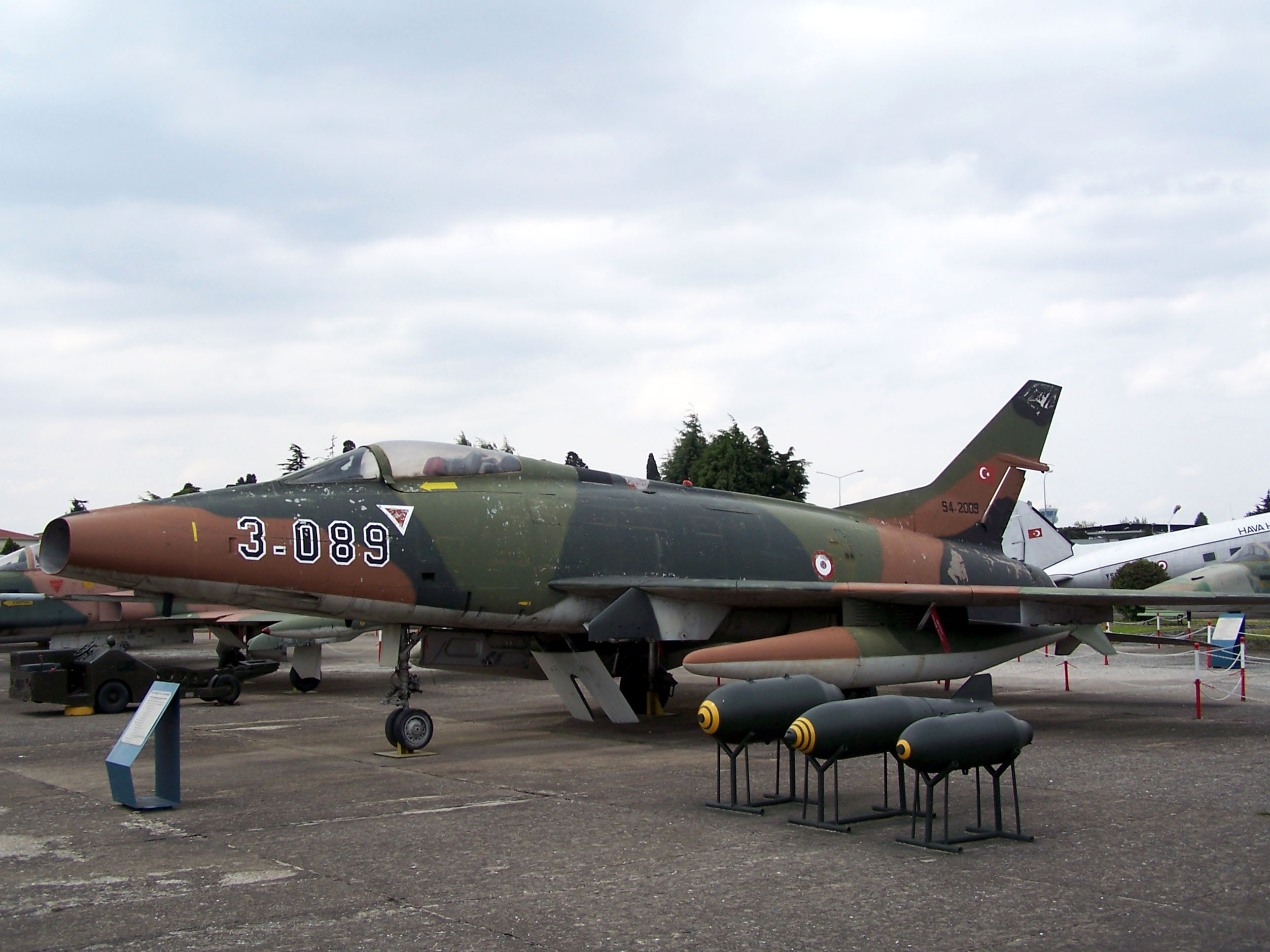
トルコ空軍のF-100C
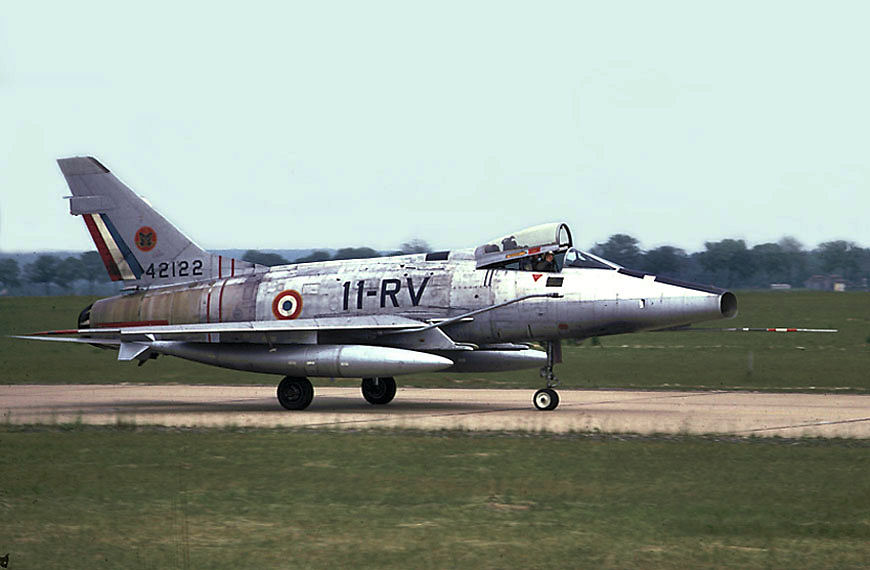
フランス空軍のF-100D
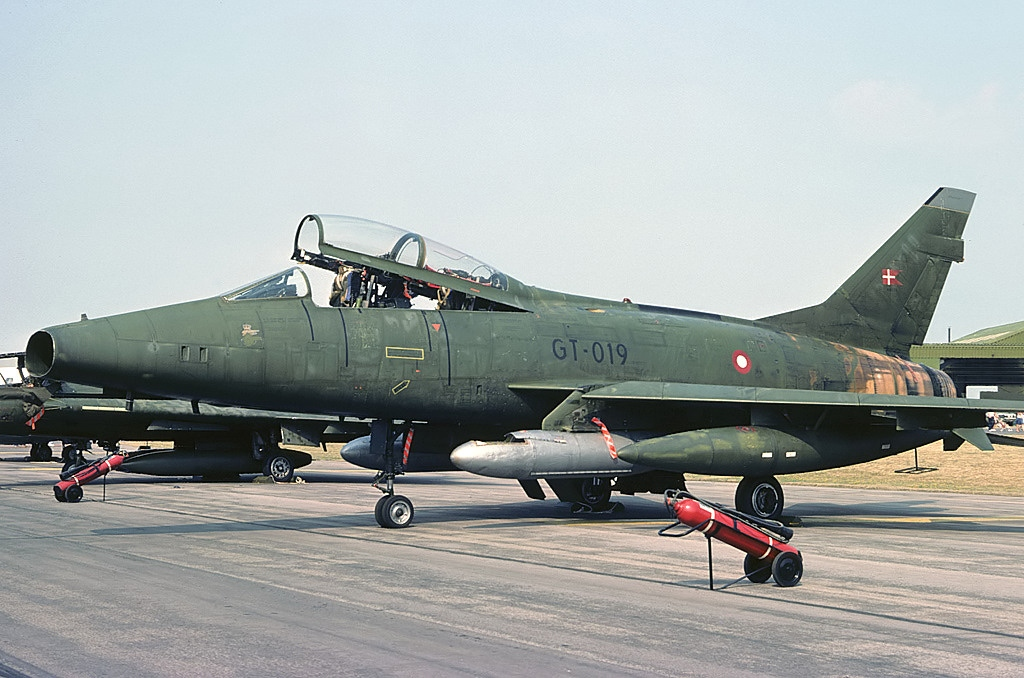
デンマーク空軍のF-100F
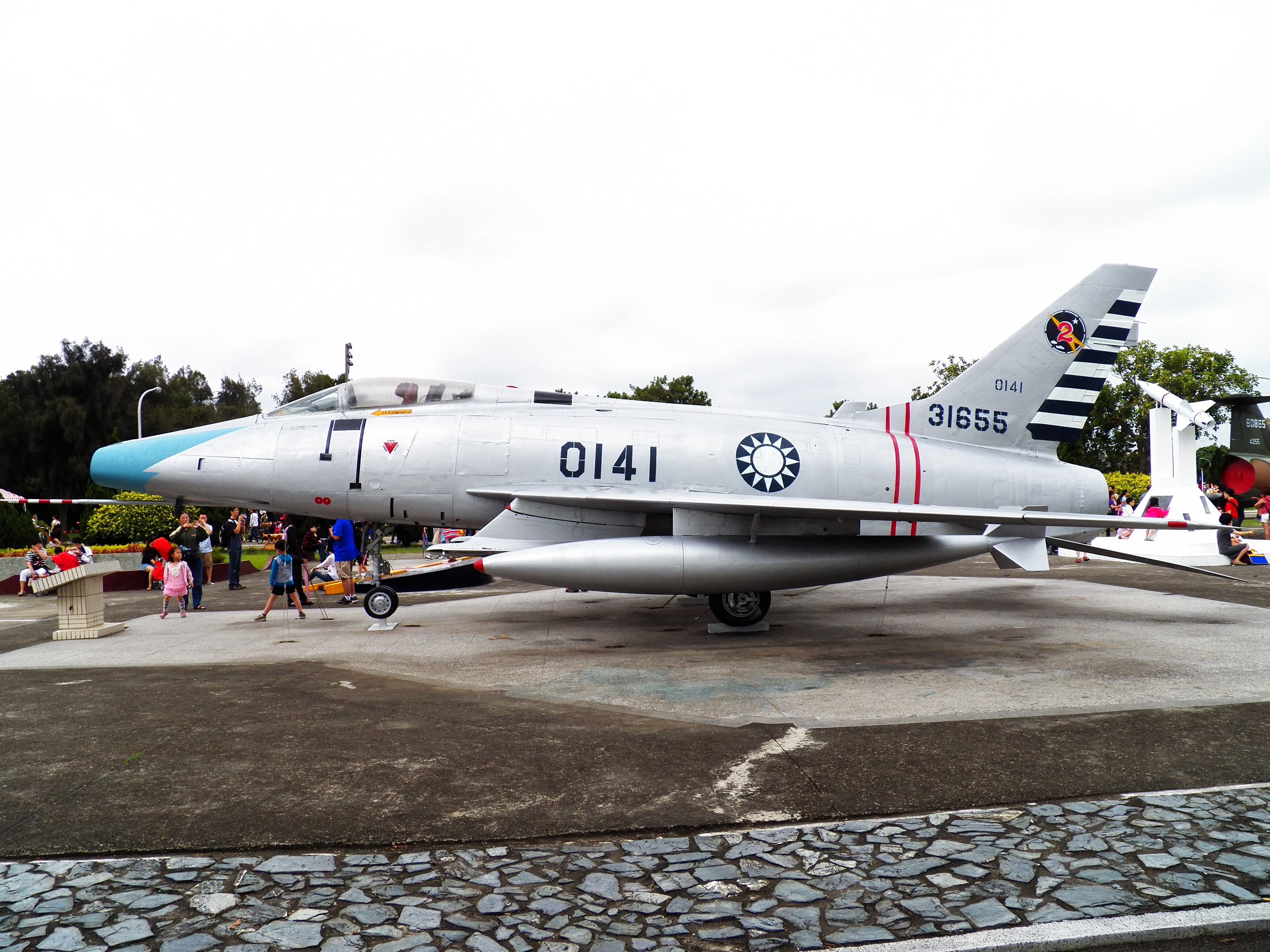
台湾空軍のF-100A

F-100は、出現当初は初の超音速戦闘機故に、従来機に比べ高価で複雑な機体であり、さらに続く超音速戦闘機が続々と登場したため陳腐化が早く採用国は多くない。アメリカ合衆国以外ではトルコ、フランス、デンマーク、中華民国（台湾）で使用されたのみだった。

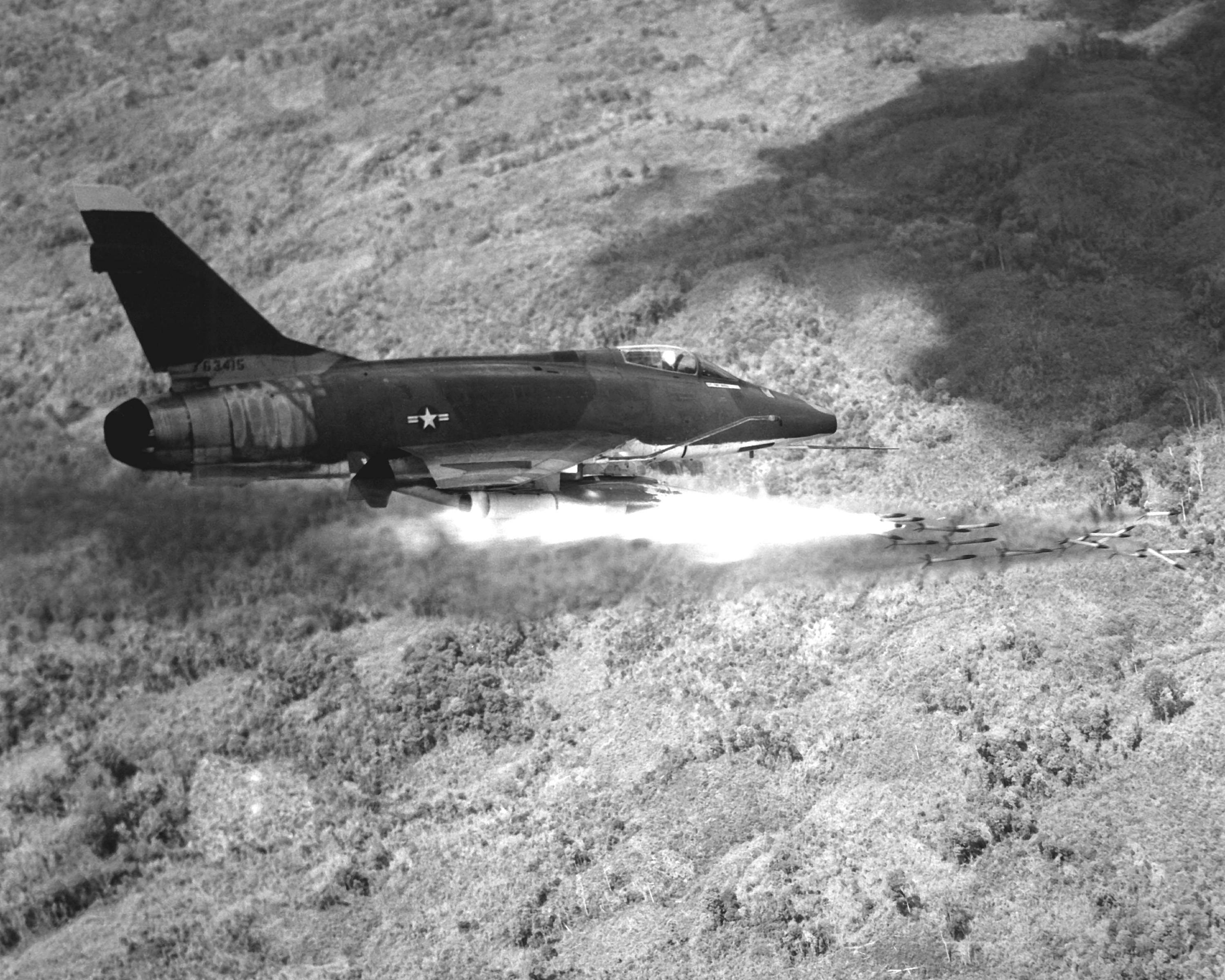
ベトナムにてロケット弾攻撃を行うF-100D

 アメリカ合衆国
最初の量産型F-100Aは1953年後半に軍に引き渡され、1954年9月から運用を開始した。当時、MiG-19の存在を認識していなかったアメリカ合衆国では、F-100が世界で最も高性能の戦闘機だと思われていた。
F-100Dはベトナム戦争で最初は戦闘爆撃機として北爆に使用された。すぐ後にF-105が登場すると爆撃任務を譲る事となったが、F-105がMiG-17に撃墜され戦闘機失格とされる事件が起きたため、護衛戦闘機として使用された。だが、結局F-100はMiG-17を撃墜する成果を残せなかった（一度だけ逃げるMiG-17に機関砲射撃で致命傷を与えたことがあるが、惜しくも撃墜未確認となった）のに対し、F-105は果敢にMiG-17に挑んで撃墜記録を残した。これは、F-100が当時既に空対空戦闘の必須装備となっていた捜索レーダーを搭載していなかったことが大きく影響している。F-100の照準器はF-86Aにも搭載されたAN/APG-30であり、有視界下で目視により対象を捕捉、レーダー正面に捉えることにより機銃やロケット弾の見越し角を表示するという、完全に時代遅れのものであった。
F-4が登場するに至って北爆から外されるが、南ベトナムにおいての近接航空支援任務に回され、1971年まで使用された。ただしこの任務に用いるには適した機体とは言えず、後にA-10が開発される理由のひとつともなっている。第一線部隊からは1972年に姿を消し、空軍州兵では1980年まで運用された。
なお、1956年から1968年までアメリカ空軍の曲技飛行隊・サンダーバーズでも使用された（1964年に一度F-105と交代するが、同年5月に発生した事故により飛行停止となったため再び使用している）ほか、ゼロ距離発進の試験にも用いられた。
 トルコ
1958年から運用を開始したトルコ空軍のF-100C/D/Fは、F-4EやF-104G、F-102A、RF-84Fなどと共にキプロス紛争に投入されて対地攻撃に大きな力を発揮しているが、1974年7月21日にはギリシャ海軍のフレッチャー級駆逐艦の40mm対空砲による砲火で一度に4機が撃墜されるなど損害も小さくはなかった(この日はF-104G等他の航空機も損失を出しており、トルコにとっては厄日であった)。アメリカ空軍およびデンマーク空軍を退役した機体の譲渡を受けたため最終的な受領機数は310機に達し、1980年代初頭まで使用された。
 フランス
フランス空軍では、1958年から85機のF-100Dおよび15機のF-100Fが使用された。その多くが核攻撃任務のため西ドイツに配備されたが、フランスがNATOから脱退すると核攻撃任務を解かれ本国に引き上げられた。また、アルジェリアの国家主義運動に対する爆撃に投入されている。1978年に退役。
 デンマーク
デンマーク空軍では、1959年から1974年にかけてF-100D/Fが74機導入された。1982年までにサーブ 35 ドラケン（デンマーク空軍の呼称ではF-35）やF-16と交代して退役し、一部機体はトルコ空軍へ譲渡された。
 中華民国
中華民国空軍では、1958年にF-100Fを1機受領したのを皮切りに、F-100A/RF-100Aが84機導入された。一部機体はF-100D相当に改修されている。中華人民共和国内への偵察行動において、人民解放軍の迎撃により失われた機体もある。
- トルコ空軍のF-100C
- フランス空軍のF-100D
- デンマーク空軍のF-100F
- 台湾空軍のF-100A

### 採用を検討した国
日本
航空自衛隊が配備していたF-86の後継となる、次期戦闘機（F-X）の候補にF-100が挙げられ、迎撃用レーダーを搭載する迎撃戦闘機型F-100Jも計画された。結局不採用となったが、政治問題（第1次FX問題）により選定作業が白紙化したため、つなぎとして一度は候補から外れたF-100を80機、ライセンス生産するという案も具体化しかけた。しかし、岸信介首相に対する説明で「戦闘爆撃機」という単語を使ったことから「日本に爆撃機は要らない!」と一喝され、沙汰止みとなった。
 西ドイツ
西ドイツ空軍でF-104導入が検討された際、エーリヒ・ハルトマンは懐疑的な見方を示し、まずF-100などでアフターバーナーなど先進技術を習得してからF-104に段階的に移行すべきだと論じたものの、政治的理由で却下された。

## 事故
初期型には原因不明の空中分解事故が相次ぎ、1954年10月12日にはノースアメリカン社チーフテストパイロットのジョージ・ウェルチによる急降下試験中に空中分解し墜落、ウェルチは死亡した。原因はピッチとヨーの合成力が尾翼の許容範囲を超えて起こるロール・カップリング現象で、高速で急降下中に急激な引き起こしを行うと機首が右に振られ操縦不能に陥ってしまうのである。改善のためアメリカ空軍は同年11月から翌年2月まで飛行停止措置を行い、垂直尾翼面積の27%拡大や主翼の延長などの改修を行った。
しかしその後も事故は発生し続け、ベトナム戦争でも多くの機体が目標攻撃後の引き起こし時に事故で失われた。1967年10月21日にはテキサス州ローリン空軍基地でメリル・A・マックピーク大尉がサンダーバーズの一員として飛行していた際、6.5Gの引き起こし中に主翼が上に折れ曲がり、機体構造の中心部分である中央翼ボックスが破損して燃料漏れと火災を引き起こし墜落、マックピーク大尉は緊急脱出するという事故が発生した。これによりサンダーバーズ機は飛行停止となり、作戦部隊でも機動を4G以下に制限する処置が取られた。残骸を調査した結果、主降着装置の取り付け位置内側にあるボルト穴から40本ほどの疲労亀裂が発見されたため、暫定的な処置としてボルト穴に沿って細長い金属片を付加するという応急処置が行われた後、主翼ボックスを再設計し作り直すという対策が巨額を投じてアメリカ空軍の保有機全機に適用された。
アメリカ空軍では、運用期間中合わせて889機のF-100が事故で失われており、391名(内パイロット324名)が死亡している。
1959年6月30日には、米軍占領下にあった沖縄県でF-100Dが墜落し、小学生11名を含む17名が死亡、重軽傷者270名を出す惨事となっている（宮森小学校米軍機墜落事故）。
1961年12月7日には、同じく米軍占領下にあった沖縄県嘉手納基地を離陸した米軍のF-100Dのエンジンが離陸直後に故障し、操縦不能に陥った。パイロットは脱出したものの、無人となった機体は炎をあげながら、うるま市具志川の川崎地区に墜落し、周囲の住宅が全焼、墜落した機体が周囲に散乱した。この事故で墜落現場にいた2人が即死、小学生を含む6人が負傷した。

## 派生型
YF-100A
試作機。2機製造。エンジンはXJ57-P-7。
F-100A
初期量産型。203機製造。

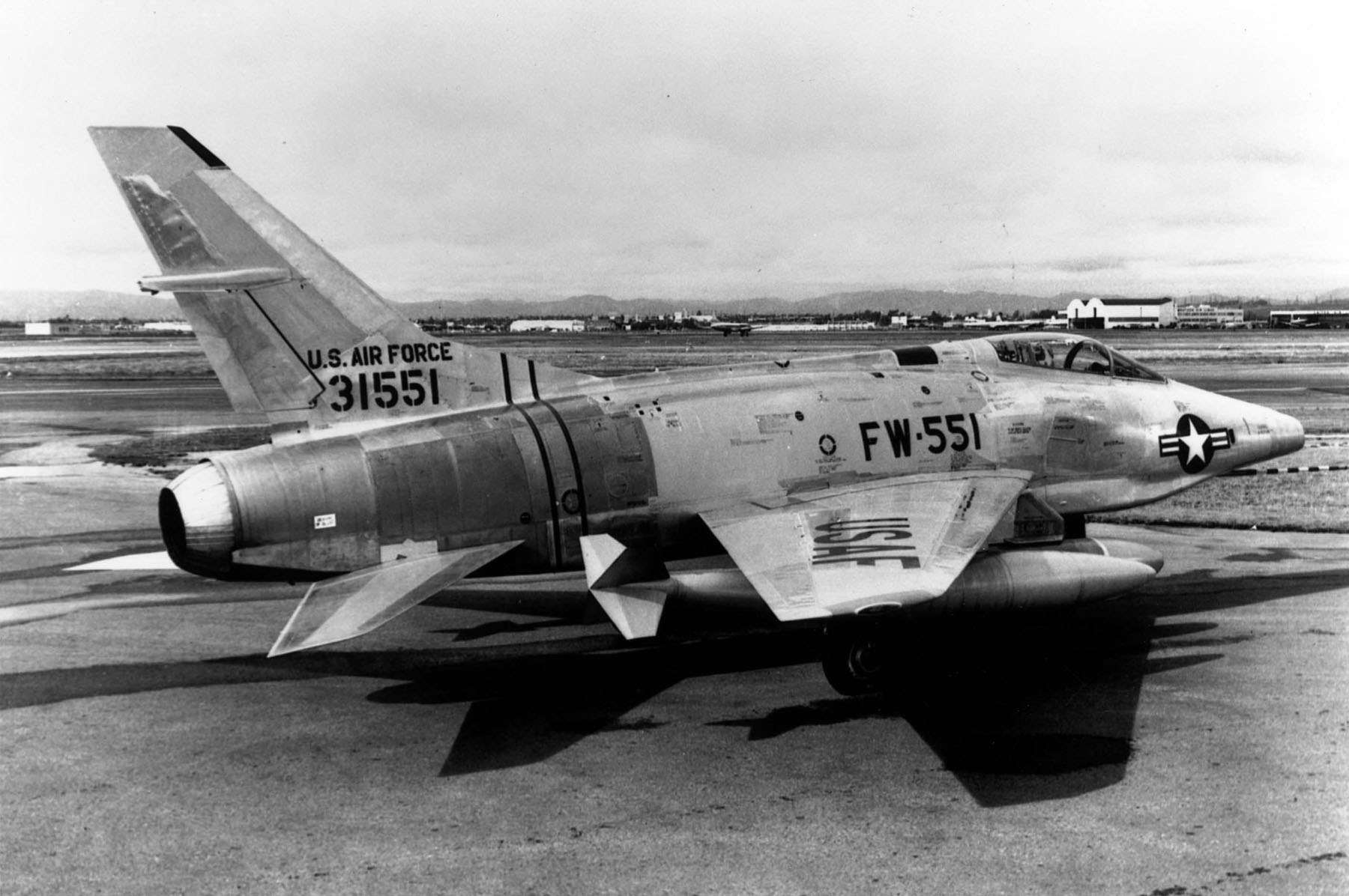
RF-100A
偵察機型。A型より6機改修。
F-100B
J75エンジン搭載。F-107Aに名称変更。
F-100C
戦闘爆撃機型。主翼を強化しハードポイントや燃料タンクを増設。エンジンはJ57-P-21。476機製造。
TF-100C
複座練習機型。C型より1機改修。
F-100D
戦闘爆撃機型。主翼の改良（境界層板設置）、低高度爆撃システム(LABS)の装備など。1,274機製造。
F-100F
複座練習機型。339機製造。7機が改修を受け、ワイルド・ウィーゼル機としてSEAD任務に使用。
QF-100D/F
無人標的機型。
DF-100F
無人機管制機型。
NF-100F
試験機型。
TF-100F
1974年にアメリカ空軍からデンマークに提供された14機のF-100Fの呼称。

## 諸元
出典: Quest for Performance
諸元
- 乗員: 1
- 全長: 15.2 m （50 ft）
- 全高: 4.95 m （16 ft 2+3⁄4 in）
- 翼幅: 11.81 m（38 ft 9 in）
- 翼面積: 37 m2 （400 ft2）
- 空虚重量: 9,500 kg （21,000 lb）
- 運用時重量: 13,085 kg （28,847 lb）
- 最大離陸重量: 15,800 kg （34,832 lb）
- 動力: P&W J57-P-21/21A アフターバーナー付ターボジェット
  - ドライ推力: 45 kN （10,200 lbf） × 1
  - アフターバーナー使用時推力: 71 kN （16,000 lbf） × 1

性能
- 最大速度: 1,390 km/h (M1.3) （750 knots, 864 mph）
- 航続距離: 3,210 km （1,733 nm, 1,995 mi）
- 実用上昇限度: 15,000 m （50,000 ft）
- 上昇率: 114 m/s （22,400 ft/min）
- 翼面荷重: 352 kg/m2 （72.1 lb/ft2）
- 推力重量比: 0.55

武装
- * 固定武装： M39 20mm機関砲× 4
- ミサイル
  - AIM-9 サイドワインダー × 4
  - AGM-12 ブルパップ
- 爆弾： 3,190 kg (7,040 lb)
  - 通常爆弾
  - 核爆弾 （Mk 7, Mk 28, Mk 43, Mk 57, Mk 61）

## 現存する機体
- 現存機は全てで146機ある[9]。
- ここには全てのものは載せていない。確認できている現存機は英語版または外部の研究サイトを参照されたい。

| 型名                       | 番号                                        | 機体写真 | 所在地                                | 所有者                                                        | 公開状況 | 状態     | 備考 |
| -------------------------- | ------------------------------------------- | -------- | ------------------------------------- | ------------------------------------------------------------- | -------- | -------- | --- |
| YF-100A-NA                 | 52-5755 180-2                               |          | アメリカ カリフォルニア州             | 空軍飛行試験博物館                                            | 公開     | 静態展示 | 博物館の所蔵品だが、エドワーズ空軍基地の西門前に展示されている。                                                                           |
| F-100A-1-NA                | 52-5759 192-4                               |          | アメリカ テキサス州                   | アメリカ空軍航空兵遺産博物館                                  | 公開     | 静態展示 | |
| F-100A-1-NA                | 52-5761 192-6                               |          | アメリカ コネティカット州             | ニューイングランド航空博物館                                  | 公開     | 静態展示 | |
| F-100A-1-NA                | 52-5762 192-7                               |          | アメリカ ミシガン州                   | グランドヘイヴン記念エアパーク                                | 公開     | 静態展示 | 22576の番号とサンダーバーズの模様が塗装されている。                                                                                        |
| F-100A-10-NA               | 53-1533 192-28                              |          | アメリカ サウスダコタ州               | サウスダコタ航空宇宙博物館                                    | 公開     | 静態展示 | |
| F-100A-10-NA               | 53-1550 192-45                              |          | 台湾 桃園市                           | 桃園空軍基地                                                  | 非公開   | 保管中   | かつて航空科学館に展示されていた。航空科学館の閉館に伴い、新しい博物館の建設まで空軍基地の滑走路東側の空き地に他の元展示機と置かれている。 |
| F-100A-15-NA               | 53-1571 192-66                              |          | 台湾 新北市                           | 淡江大学淡水キャンパス                                        | 公開     | 静態展示 | 工学院棟西側に展示されている。 |
| F-100A-15-NA               | 53-1589 192-84                              |          | 台湾 台北市                           | 国立台湾大学                                                  | 公開     | 静態展示 | |
| F-100A-20-NA               | 53-1655 192-150                             |          | 台湾 新竹市                           | 新竹空軍基地                                                  | 公開     | 静態展示 | |
| F-100C-1-NA                | 53-1709 214-1                               |          | アメリカ カリフォルニア州             | キャッスル航空博物館                                          | 公開     | 静態展示 | F-100Cの初号機。F-100D-50-NH 55-2879の塗装がされている。                                                                                   |
| F-100C-1-NA JF-100C-1-NA   | 53-1712 214-4                               |          | アメリカ インディアナ州               | グリソム航空博物館                                            | 公開     | 静態展示 | |
| F-100C-5-NA                | 54-1784 217-45                              |          | アメリカ イリノイ州                   | プレイリー航空博物館                                          | 公開     | 静態展示 | サンダーバーズの塗装がされている。 |
| F-100C-5-NA                | 54-1786 FE248 (MASDC) 217-47                |          | アメリカ カリフォルニア州             | マーチフィールド航空博物館                                    | 公開     | 静態展示 | |
| F-100C-25-NA               | 54-1986 217-227                             |          | アメリカ フロリダ州                   | 空軍兵装博物館                                                | 公開     | 静態展示 | 名誉勲章受章者であるジョージ・エヴァレット・デイの乗機であったF-100C-20-NA 54-1954号機の塗装がされている。                                 |
| F-100C-25-NA               | 54-2091 217-352                             |          | アメリカ カリフォルニア州             | ヤンクス航空博物館                                            | 公開     | 静態展示 | |
| F-100D-5-NA                | 54-2151 223-31                              |          | アメリカ テキサス州                   | シェパード空軍基地                                            | 公開     | 静態展示 | 空軍基地敷地内のピッツェンバーガージム（Pitsenberger Fittness Gim）の隣にある。                                                            |
| F-100D-10-NA               | 54-2157 42157 (ALA) 223-37                  |          | イギリス タイン・ウィア州             | ノースイースト陸海空博物館群                                  | 公開     | 静態展示 | |
| F-100D-10-NA               | 54-2163 42163 (ALA) 223-43                  |          | イギリス ダンフリース・ギャロウェイ州 | ダンフリース・ギャロウェイ航空博物館                          | 公開     | 静態展示 | |
| F-100D-10-NA               | 54-2165 42165 (ALA) 223-45                  |          | イギリス ケンブリッジシャー州         | ダックスフォード帝国戦争博物館                                | 公開     | 静態展示 | |
| F-100D-10-NA               | 54-2174 42174 (ALA) 223-54                  |          | イギリス ウォリックシャー州           | ミッドランド航空博物館                                        | 公開     | 静態展示 | 国立アメリカ空軍博物館からの貸与品。 |
| F-100D-10-NA               | 54-2183 223-63                              |          | デンマーク 中央ユラン地域             | デンマーク飛行博物館                                          | 公開     | 静態展示 | |
| F-100D-10-NA               | 54-2196 42196 (ALA) 223-76                  |          | アメリカ サフォーク州                 | ノーフォーク・サフォーク航空博物館                            | 公開     | 静態展示 | |
| F-100D-15-NA               | 54-2223 42223 (ALA) 223-103                 |          | イギリス ノッティンガムシャー州       | ニューアーク航空博物館                                        | 公開     | 静態展示 | |
| F-100D-15-NA               | 54-2239 42239 (ALA) 223-119                 |          | フランス オート＝ガロンヌ県           | 古代翼トゥールーズ博物館                                      | 公開     | 静態展示 | |
| F-100D-15-NA               | 54-2265 42265 (ALA) 223-145                 |          | オランダ ユトレヒト州                 | 国立軍事博物館                                                | 公開     | 静態展示 | F-100C-20-NA 54-1871号機の塗装がされている。                                                                                               |
| F-100D-15-NA               | 54-2281 223-161                             |          | アメリカ アリゾナ州                   | ハリー・ボンソール・シニア公園                                | 公開     | 静態展示 | グレンデイル市の公園に展示されている。 |
| F-100D-15-NA               | 54-2299 223-179                             |          | アメリカ カリフォルニア州             | ジョー・デイヴィーズ遺産航空公園                              | 公開     | 静態展示 | 国立アメリカ空軍博物館からの貸与品。 |
| F-100D-35-NH               | 55-2736 52736 (ALA) 224-3                   |          | フランス セーヌ＝サン＝ドニ県         | 航空宇宙博物館                                                | 公開     | 静態展示 | |
| F-100D-20-NA               | 55-3503 223-185                             |          | アメリカ コロラド州                   | プエブロ・ワイスブロッド航空機博物館                          | 公開     | 静態展示 | |
| F-100D-30-NA               | 55-3754 223-436                             |          | アメリカ オハイオ州                   | 国立アメリカ空軍博物館                                        | 公開     | 静態展示 | 実際にサンダーバーズに所属して曲技飛行を行った機体。                                                                                       |
| F-100D-50-NH               | 55-2888 224-155                             |          | アメリカ カリフォルニア州             | パームスプリングス航空博物館                                  | 公開     | 静態展示 | |
| F-100D-65-NA               | 56-2995 235-93                              |          | アメリカ ジョージア州                 | ミュージアム・オヴ・エイヴィエーション                        | 公開     | 静態展示 | |
| F-100D-70-NA               | 56-3025 235-123                             |          | アメリカ ミシガン州                   | セルフリッジ軍事航空博物館                                    | 公開     | 静態展示 | |
| F-100D-70-NA               | 56-3081 235-179                             |          | アメリカ オハイオ州                   | MAPS航空博物館                                                | 公開     | 静態展示 | |
| F-100D-70-NA QF-100D-70-NA | 56-3141 FE478 (MASDC) 235-239               |          | アメリカ カリフォルニア州             | プレインズ・オヴ・フェイム航空博物館                          | 公開     | 静態展示 | |
| F-100D-90-NA               | 56-3288 FE281 (MASDC) 235-360               |          | アメリカ カリフォルニア州             | カリフォルニア航空宇宙博物館                                  | 公開     | 静態展示 | |
| F-100D-85-NH               | 56-3417 245-67                              |          | アメリカ コロラド州                   | ロッキー山脈上翼航空宇宙博物館                                | 公開     | 静態展示 | |
| F-100D-85-NH               | 56-3434 245-84                              |          | アメリカ フロリダ州                   | ヴァリアント航空軍団株式会社ウォーバード博物館                | 公開     | 修復中   | |
| F-100D-85-NH               | 56-3440 245-90                              |          | アメリカ ヴァージニア州               | スティーヴン・F・ウドヴァー＝ヘイジー・センター               | 公開     | 静態展示 | |
| F-100F-10-NA               | 56-3832 243-108                             |          | アメリカ オレゴン州                   | エヴァーグリーン航空宇宙博物館                                | 公開     | 静態展示 | |
| F-100F-10-NA               | 56-3837 FE607 (MASDC) FE631 (MASDC) 243-113 |          | アメリカ オハイオ州                   | 国立アメリカ空軍博物館                                        | 公開     | 静態展示 | |
| F-100F-10-NA               | 56-3842 GT-842 (RDAF) 243-118               |          | アメリカ アリゾナ州                   | モハーヴィ航空宇宙港                                          | 公開     | 保管中   | |
| F-100F-10-NA               | 56-3844 243-120                             |          | アメリカ マサチューセッツ州           | コーリングス財団                                              | 公開     | 飛行可能 | 実際にサンダーバーズに所属して曲技飛行を行った機体。                                                                                       |
| F-100F-10-NA QF-100F-10-NA | 56-3880 FE257 (MASDC) FE639 (MASDC) 243-156 |          | アメリカ アリゾナ州                   | デイヴィス＝モンサン空軍基地セレブリティ・ロウ                | 非公開   | 保管中   | ピマ航空宇宙博物館のツアーに参加することでのみ見学できる。                                                                                 |
| F-100F-10-NA QF-100F-10-NA | 56-3899 FE630 (MASDC) 243-175               |          | アメリカ メリーランド州               | グレン・L・マーティン・メリーランド航空博物館                 | 公開     | 静態展示 | |
| F-100F-10-NA               | 56-3904 FE356 (MASDC) 243-180               |          | アメリカ アーカンソー州               | 航空士官候補生博物館                                          | 公開     | 静態展示 | |
| F-100F-10-NA QF-100F-10-NA | 56-3905 FE379 (MASDC) 243-181               |          | アメリカ メリーランド州               | グレン・L・マーティン・メリーランド航空博物館                 | 公開     | 静態展示 | |
| F-100F-15-NA               | 56-3929 FE381 (MASDC) 243-205               |          | アメリカ テキサス州                   | フェイエット地域航空センター                                  | 公開     | 静態展示 | |
| F-100F-15-NA               | 56-3944 243-220                             |          | ドイツ ラインラント＝プファルツ州     | ピーター・ユニォア航空機展示場                                | 公開     | 静態展示 | |
| F-100F-15-NA               | 56-3948 243-224                             |          | アメリカ インディアナ州               | アメリカン・ホライズンズ株式会社(American Horizons Ltd. Inc.) | 非公開   | 飛行可能 | |
| F-100F-15-NA               | 56-3982 FE374 (MASDC) 243-258               |          | アメリカ テキサス州                   | ハンガー25航空博物館                                          | 公開     | 静態展示 | |
| F-100F-15-NA               | 56-3996 GT-996 (RDAF) 243-272               |          | アメリカ アリゾナ州                   | モハーヴィ航空宇宙港                                          | 公開     | 保管中   | |
| F-100F-20-NA               | 58-1232 255-28                              |          | アメリカ ハワイ州                     | 真珠湾航空博物館                                              | 公開     | 静態展示 | 旧塗装 |

## 登場作品

### 映画・テレビドラマ
『007は二度死ぬ』
大里化学工業の大攻勢をソ連軍の仕業と思い込んだアメリカ軍が使用。実機が撮影に協力した数少ない例。
『プラン9・フロム・アウタースペース』
アメリカ空軍機が登場。ワシントンD.C.上空でロケット砲攻撃を受け逃走した空飛ぶ円盤を追撃するも突破される。

### 漫画・アニメ
『エリア88』（新谷かおる）
F-100がミッキー・サイモンの初期搭乗機として登場。

### 小説
『遙かなる星』
反応兵器戦争（核戦争）と化した第三次世界大戦により崩壊したアメリカ合衆国にて、合衆国東部を支配する武装勢力「東軍」の数少ない航空戦力の一つとしてF-100が登場。かきあつめた予備部品からつくり上げられた再生機で、アルゼンチンから密輸したIA58プカラ地上支援機とともに少数を運用している。
『ローリング・サンダー』（マーク・ベレント）
主人公バニスター少佐はF-100のパイロットである。

### ゲーム
『War Thunder』
アメリカの空軍ツリーにてF-100Dが開発することで使用可能。
『フィクショナル・トルーパーズ』
メカール共和国軍のランク0として選択可能。

## 比較対象
- MiG-19：世界で二番目の超音速戦闘機で、F-100とは対照的な高機動力を持った格闘戦闘機として発展したが、兵器搭載量や航続距離は小さく、F-100のような戦闘爆撃機としては向かなかった。
- F-8：F-100と同世代であり、同系統のエンジン（P&W J57）を持ち、空母艦載機として世界初の超音速戦闘機である。機首部分のレドームが偶然にもショックコーンの役目を果たしたことも有り、マッハ1.7の最高速度を出すことが出来た。